# Oblidats pel temps
Oblidats pel temps (títol original: The People That Time Forgot) és una pel·lícula britànica dirigida per Kevin Connor, estrenada el 1977. És continuació de La terra oblidada pel temps i la darrera adaptació de les novel·les d'Edgar Rice Burroughs. Ha estat doblada al català.

## Argument
Començament de 1917, a conseqüència de rebre en una ampolla el missatge de Brown Tyler, el major Ben McBride porta una expedició a Caprona a la recerca de Tyler, però en ple vol, són atacats per un pterodàctil i l'avió cau: No només han de cercar Tyler, sinó també afrontar els perills de Caprona.

## Repartiment
- Patrick Wayne: Ben McBride
- Doug McClure: Bowen Tyler
- Sarah Douglas: Lady Charlotte 'Charly' Cunningham
- Dana Gillespie: Ajor
- Thorley Walters: Norfolk
- Shane Rimmer: Hogan
- Tony Britton: Capità Lawton
- John Hallam: Chung-Sha
- David Prowse: executor
- Milton Reid: Sabbala
- Kiran Shah: Bolum
- Richard LeParmentier: Tinent Whitby
- Jimmy Ray: Tinent Graham
- Tony McHale: telegrafista